# Realengo
Realengo és un extens i populós barri localitzat entre el Maciço de la Pedra Blanca i la Serra del Mendanha, en la Zona Oest del municipi de Rio de Janeiro, capital de l'estat homònim, al Brasil.

## Història
La seva delimitació actual va ser establerta pel Decret Número 3 158 de 23 de juliol de 1981 que el va definir en una àrea de 2.605,42 hectàrees i dona nom a la regió administrativa de Realengo, la qual comprèn els barris de Realengo, Deodoro, Jardim Sulacap, Vila Militar, Magalhães Bastos i Campo dos Afonsos. Acostuma presentar les temperatures més altes del municipi, encara que les nits d'hivern siguin freqüentment fredes a causa de la proximitat amb les serres.
Hi ha diverses versions per a l'origen del nom del barri: una d'elles explica que el nom s'origina en el període imperial en el qual eren terres realengas de Campo Grande, del portuguès realenga que dedignava tot que estava lluny del poder reial. No obstant això, el fet és que el seu nom és una abreviatura del nom Real Engenho (un dels subúrbis del Ferrocarril Central de Brasil), i com que el nom no cabia sencer en la placa dels bondes, va quedar així abreviat en la placa: Real Engº. Per aquesta raó, amb el temps, la gent va passar a dir-ne d'aquest bonde el del Realengo (- "Prendré el Realengo"). Així, amb el temps, el nom d'aquest suburbi es va consolidar com a Realengo, així escrit per aglutinació dels dos termes Real i Engenho, quedant el segon abreviat: Real Engº.
Les denominades Terras Realengas tenen el seu origen, segons alguns historiadors, en la carta régia de 27 de Juny de 1814, a través de la qual Dom João, encara príncep, va concedir, en sesmaria al Senat de la Càmera de Rio, els terrenys situats a Campo Grande anomenats de realengos, perquè van arribar de la conquesta territorial en el començament del període Colonial.
La concessió de les terres on avui és el barri Realengo, central i perifèria, van ser destinades només per a servir de pastura de boví, subministrant carn a les carnisseries de la ciutat. Aquestes terres van ser prohibides vendre o fer qualsevol altra forma d'intercanvis, obligant-se la Càmera, per un altre costat, a fer mesurar i a mantenir-les netes en condicions de que servissin a la fi per a que van ser donades per l'esmentada carta règia.

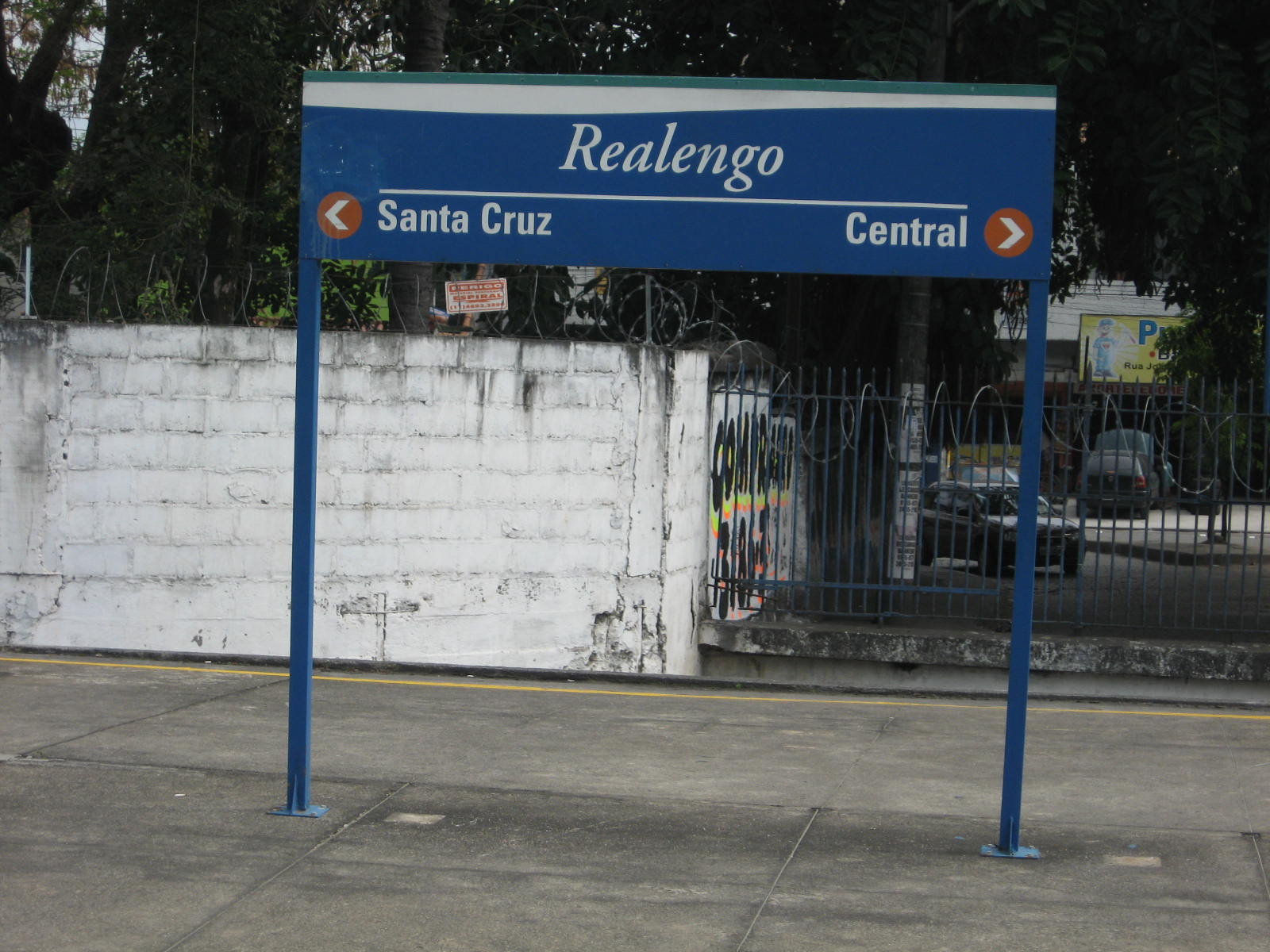
Placa en l'estació de tren de Realengo

El poblat de Realengo va ser limitat pel senat de la Càmera del Rio per la provisió de 18 de juliol de 1814, prenent possessió la corona d'aquestes terres de la carretera de Santa Cruz. Malgrat la prohibició expressa de vendes o qualsevol altres formes d'intercanvi, la Càmera, a partir de certa època, valent-se de la carta règia de 27 de juny, va passar a aforar tots els terrenys concedits, fonamentant-se en l'ordenança de 20 de novembre de 1815 del príncep regent coneguda com aviso régio, que només permetia permetia ampliar la part que donava a la carretera de Santa Cruz amb fons de vint braços com a màxim i no de tot el Realengo.
El barri va tenir, com a primers pobladors, esclaus i emigrants portuguesos de l'illa de les Açores, per ordre del príncep regent Dom João, futur Joan VI de Portugal. A l'arribada, es van dedicar a l'agricultura, amb productes com el sucre, panela, alcohol i cachaça pel port de Guaratiba. Segons les investigacions, al contrari de les regions limítrofes, no hi van haver engenhos a Realengo; la canya de sucre collida en la zona era processada en engenhos situats en altres barris.
Tenint en compte la documentació oficial, es considera que l'oficialització i creació de Realengo van tenir lloc el 20 de novembre de 1815. Per aquella data, va ser creada la Setmana de Realengo el 20 de desembre de 2002, festa del barri.
El 2 d'octubre de 1878, va ser inaugurada l'Estació de Realengo del Ferrocarril Central del Brasil. Entre aquesta i l'Escola Militar, va ser construït un hangar, ja inexistent, on van ser construïts els primers dirigibles brasilers, que van donar inici a l'aviació brasilera.
El 1898, va ser construïda la Fàbrica de Cartuchos e Artifícios de Guerra de l'Exèrcit, coneguda com a Fàbrica do Realengo de munição, desmantellada el 1978. També va ser inaugurada l' Escola de Tatica e Tiro do Exército, després 'Escola Preparatória de Cadetes do Exèrcito, que, després del Decret Número 5 698 de 2 d'octubre de 1905, seria l' Escola de Artilharia e Engenharia, després Escola de Aplicaçaõ de la Cavalaria i Infantaria, i  Escola d'Aplicació de Artilharia e Engenharia, després Escola Militar del Realengo. L'  Escola de Cavalaria i Infantaria desapareixeria el 1911 amb el trasllat de l'Escola de Guerra de Porto Alegre a Realengo. L'Escola Militar va romandre a Realengo fins a traslladar-se a l'Academia Militar das Agulhas Negras, en el municipi fluminense de Resende.
A partir de l'ocupació militar i industrial en la regió, va perdre l'aspecte rural i bucòlic. Va començar, llavors, l'ocupació efectiva dels espais. A partir de 1969, els programes d'assistència van crear diversos conjunts d'habitatges per a la població de rendes baixes, militars i obrers, com per exemple la Cohab, referència del pla d'habitació popular del BNH i els conjunts de l'IAPI (Instituto de Aposentadoria e Pensão dos Industriários), coneguts per "col·lectius", fets per a acollir els treballadors de les fàbriques.
Malgrat el barri va ser conegut en la història militar brasilera i entre gran part dels militars de l'exèrcit, va quedar en la cançó Aquella abraçada de Gilberto Gil, on apareix en el vers: Alô, Alô Realengo, aquele abraço. Això remet al temps que Gilberto va quedar detingut en les presons militars de Realengo en l'època de la Dictadura Militar. L'expressió aquele abraço va ser, originalment, usada com a frase recurrent d'un programa de televisió del comediante Lilico i era d'aquesta forma que els soldats saludaven Gilberto Gil.

## Tragèdia en escola municipal

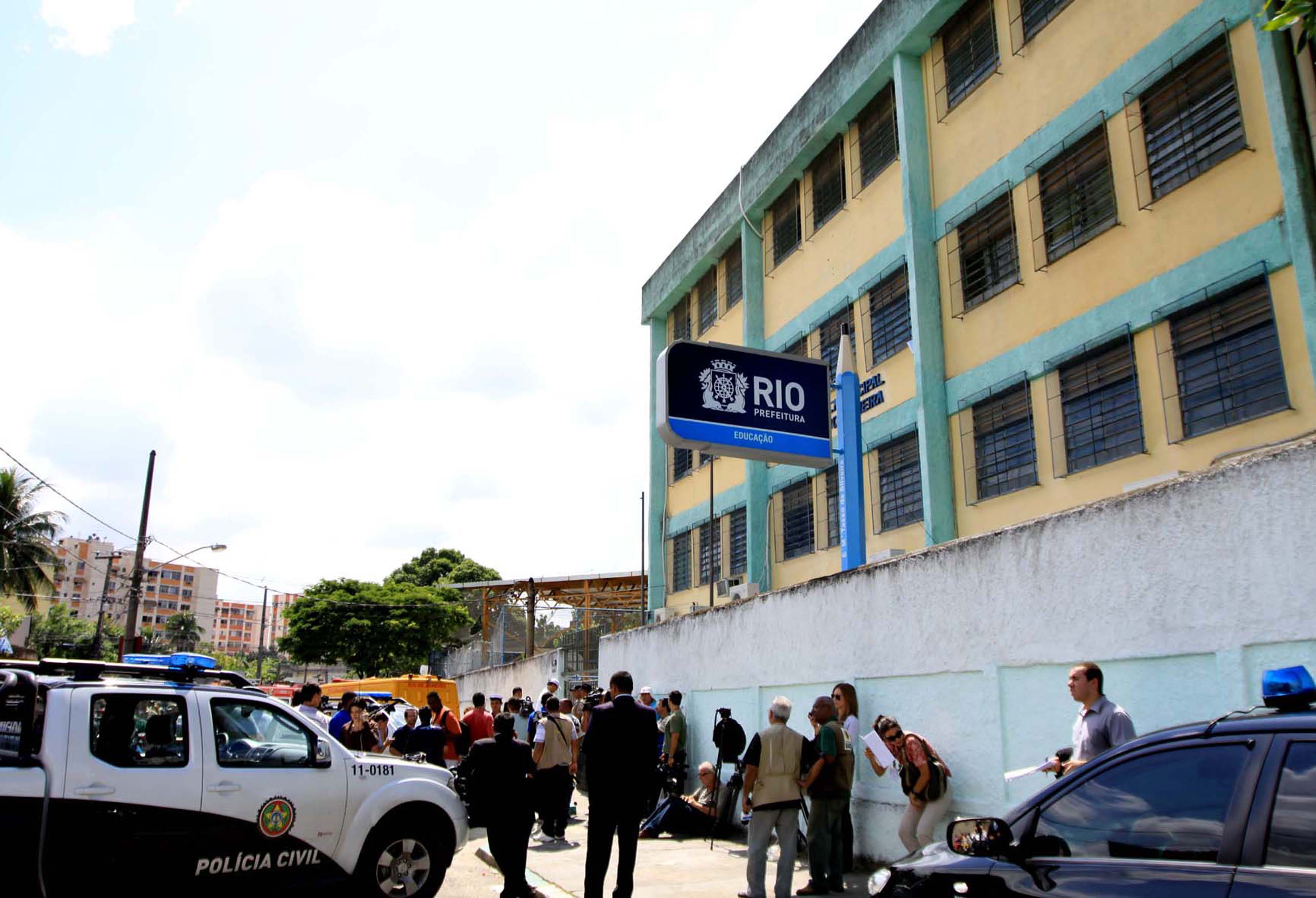
La Escola_Tasso_de la_Silveira

El matí del 7 d'abril de 2011, el ex-alumne Wellington Menezes d'Olivera, de 24 anys, va entrar a la'Escola Municipal Tasso da Silveira i va disparar indiscriminadament contra nens i adolescents que es trobaven en les aules matant deu nenes i dos nens i ferint altres vint alumnes. Els nens i els adolescents que fugiren mentre l'assassí recarregava les seves armes van trobar el sergent de la Policia Militar Márcio Alexandre Alves, que feia el control del tràfic prop de l'escola. El sergent, en arribar a l'escola al so de tirs, va trobar el criminal sortint de la sala on havia disparat fatalment vuit nens, i va efectuar dos trets de fusell, un dels quals va aconseguir l'assassí en el abdomen. Al caure, en l'escala que duu al pis superior de l'escola, Wellington es va disparar contra el seu cap, suïcidant-se. L'esdeveniment va causar commoció nacional i va repercutir ràpidament en noticiaris internacionals.

## Qualitat de vida
Segons investigació de l'Institut Pereira Passos i de l'Institut Brasiler de Geografia i Estadística de 2000 sobre l'Índex de Desenvolupament Humà dels barris carioques, Realengo ocupa la 89 posició en la taula.